# Neurona mirall

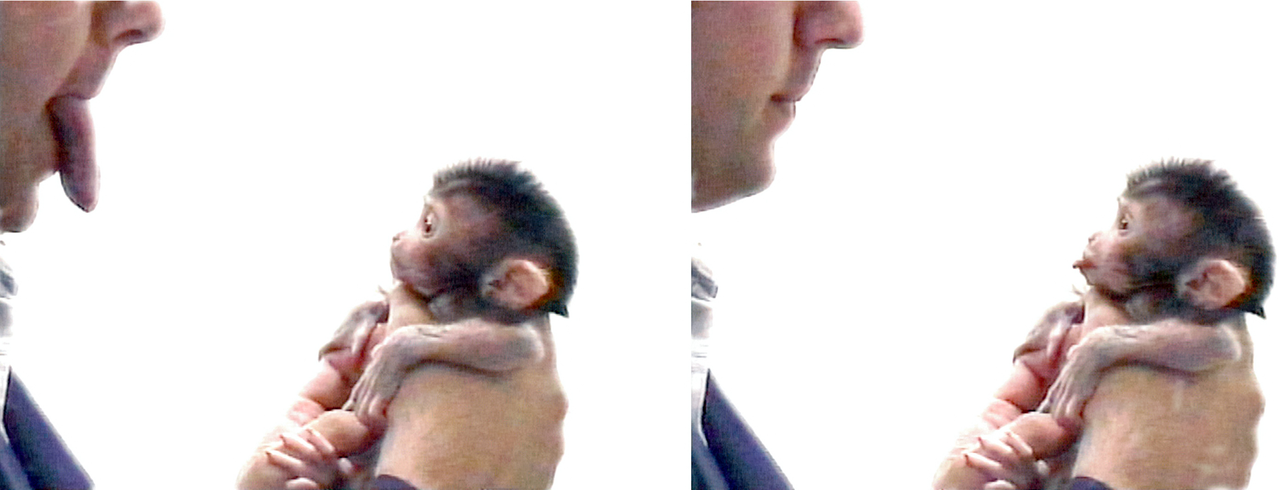
Un simi nadó imita una persona que treu la llengua

Una neurona mirall o neurona espill és una certa classe de neurona que s'activa quan un animal o una persona replica l'activitat d'un altre individu que observa, especialment un congènere. Les neurones de l'individu imiten com si reflecteixin l'acció d'un altre, de manera que l'observador fa l'acció de l'observat, i aquest és l'origen del seu nom de mirall. Aquestes neurones van ser observades, en primer lloc, en primats, i després es van trobar en humans i, fins i tot, en algunes aus. En l'ésser humà, aquestes neurones es localitzen a l'àrea de Broca i a l'escorça parietal.
En les neurociències, aquestes neurones tenen un important paper dins de les capacitats cognitives lligades a la vida social, com ara l'empatia –la capacitat de posar-se en el lloc d'un altre– i la imitació. Per això alguns científics consideren que la neurona mirall és un dels descobriments més importants de les neurociències.
Les neurones mirall es van trobar a la circumvolució frontal inferior i al lòbul parietal. Aquestes neurones estan actives quan els simis realitzen alguna tasca, i a més, quan observen un altre que realitza aquesta mateixa tasca. Les investigacions desenvolupades emprant IRMf, simulació magnètica transcranial (TMS) i electroencefalografies (EEG) han trobat proves d'un sistema similar en el cervell humà, en què també coincideixen l'observació i l'acció.
La funció del sistema mirall és objecte de moltes elucubracions científiques. Aquestes neurones podrien ser importants per a comprendre les accions d'altres persones, i les noves habilitats s'aprenen per imitació. Alguns investigadors pensen que el sistema mirall podria imitar les accions observades, i així enriquir la teoria de les habilitats de la ment. D'altres ho relacionen amb les habilitats de llenguatge. També s'ha suggerit que les disfuncions del sistema mirall podrien ser la causa subjacent d'alguns trastorns cognitius, com ara l'autisme. Continua la recerca sobre totes aquestes possibilitats.

## El descobriment
A la dècada del 1980 i la del 1990, Giacomo Rizzolatti treballava amb Giuseppe di Pellegrino, Luciano Fadiga, Leonardo Fogassi i Vittorio Gallese a la Universitat de Parma, a Itàlia. Aquests científics havien posat elèctrodes a l'escorça frontal inferior d'un simi macaco per estudiar les neurones especialitzades en el control dels moviments de la mà, per exemple, agafar objectes o posar-los a sobre d'alguna cosa. Durant cada experiment, registraven l'activitat de només una neurona en el cervell del simi mentre li facilitaven prendre trossos d'aliment, de manera que els investigadors poguessin mesurar la resposta de la neurona a aquests moviments. Així va ser que, com ja va passar amb molts altres descobriments, les neurones mirall van ser trobades per casualitat.
Aquest treball va ser publicat per la revista Brain el 1996 i va ser confirmat per la revista Science, que descriuen neurones mirall a les regions parietal inferior i frontal inferior del cervell. El 2004, les proves de ressonància magnètica funcional, d'estimulació magnètica transcraneana (TMS) i d'electroencefalografia, així com del comportament, indiquen que sistemes similars són presents en l'ésser humà, en el qual s'han identificat regions del cervell que s'activen durant l'acció i l'observació. No sorprèn que aquestes regions cerebrals coincideixin de prop amb les localitzacions trobades en el macaco.

## Les neurones mirall en els macacos
L'únic animal en què les neurones mirall s'han estudiat és el macaco. En aquests simis, les neurones mirall es troben a la circumvolució frontal inferior (regió F5) i al lòbul parietal inferior.
Les neurones mirall intervindrien en la comprensió del comportament d'altres persones. Per exemple, una neurona mirall que s'activi quan el simi trenca un tros de paper s'activaria també quan veu una persona trencant un paper, o sent que es trenca un paper, sense veure'n la imatge. Aquestes característiques fan que els investigadors creguin que les neurones mirall codifiquen conceptes abstractes d'accions com «trencar paper», sigui qui sigui un simi o una persona que ho fa.
No obstant això, es desconeix la funció de les neurones mirall en els macacos. Ja adults, aquests simis no semblen aprendre per imitació. Els experiments recents suggereixen que els macacos poden imitar els moviments de la cara d'un ésser humà, però només els nounats, i durant un marc temporal limitat. No obstant això, no se sap si les neurones mirall són la base d'aquest comportament. És possible que les neurones mirall permetessin a un simi adult entendre el que fa un congènere, o reconèixer l'acció que realitza.

## El sistema de neurones mirall en l'ésser humà
Els investigadors de la UCLA van fer la primera mesura experimental de l'activitat de neurones mirall en el cervell humà, no sols en les regions motores del cervell –circumvolució frontal inferior i l'escorça parietal inferior– on es pensava que existien, sinó també en les regions implicades en la visió i en la memòria.

## La importància de les neurones mirall
Des del descobriment de les neurones mirall, s'han fet importants declaracions sobre la seva importància -per exemple, per Ramachandran-. Particularment, s'ha discutit molt sobre l'evolució de les neurones mirall, i la seva relació amb l'evolució del llenguatge.
En els éssers humans, les neurones mirall es troben en l'escorça frontal inferior, a prop de l'àrea de Broca, una regió del llenguatge. Això inclina a suggerir que el llenguatge humà va evolucionar a partir d'un sistema de comprensió i realització de gestos implementat en les neurones mirall. Les neurones mirall tenen, certament, la capacitat de proporcionar una manera de comprendre l'acció, aprendre per imitació, i la simulació imitativa del llenguatge corporal dels altres. No obstant això, com en moltes teories de l'evolució del llenguatge, n'hi ha poques proves directes.
Els estudis també vinculen les neurones mirall amb la comprensió d'objectius i intencions. Fogassi i d'altres, van registrar el 2005 l'activitat de 41 neurones mirall en el lòbul parietal inferior (IPL) de dues macaco rhesus de l'Índia. Des de fa temps, s'ha reconegut l'IPL com escorça d'associació que integra la informació sensorial. Els micos van mirar com un investigador agafava una poma i la portava a la seva boca, o agafava un objecte i el posava en una tassa. En total, 15 neurones mirall es van activar intensament quan el mico va observar el moviment «agafar per menjar», però no van registrar cap activitat quan van estar exposades a la condició d'«agafar per posar en un lloc».
En relació amb les altres quatre neurones mirall va ocórrer el contrari: es van activar en resposta a l'investigador que posava la poma a la tassa, però no quan se la menjava. Només el tipus d'acció, i no la força cinemàtica amb la qual els models van manipular objectes, va determinar l'activitat neuronal. De manera significativa, les neurones es van activar abans que el mico observés el model humà començant el segon acte motor (és a dir, portar l'objecte a la boca o posar-lo en una tassa). Per tant, les neurones de l'IPL descodifiquen el mateix acte (agafar) de diversa manera segons l'objectiu final de l'acció en la qual està contingut l'acte i poden proporcionar una base neurològica per predir les accions subsegüents d'un altre individu i deduir la seva intenció.
Daniel Goleman, autor del llibre Emotional Intelligence («La intel·ligència emocional»), afirma que aquestes neurones detecten les emocions, el moviment i, fins i tot, les intencions de la persona amb qui parlem, i reediten en el nostre propi cervell l'estat detectat, activant en el nostre cervell les mateixes àrees actives en el cervell del nostre interlocutor, creant un «contagi emocional», és a dir, que una persona adopti els sentiments d'una altra. Vincula els errors en les neurones mirall amb les persones amb autisme.

## Les neurones mirall i el cinema
Des de sempre el cinema ha servit com a eina per entendre la realitat del món en el qual vivim. Representa una forma molt rellevant de transmissió cultural i, com a éssers humans, ens permet estar informats a la vegada que influeix sobre els nostres sentiments. Som capaços de sentir empatia cap als actors i actrius d'una determinada pel·lícula com a observadors d'unes imatges en concret. El cinema pot actuar com a transmissor d'actituds morals, ja que té la capacitat de sintetitzar històries o narracions escrites en paper durant segles amb l'objectiu de preservar la cultura.
És una via molt efectiva parlant de la cobertura de públic a la qual pot arribar. El cine parla a través de les imatges, és a dir, la vista, per tant aquestes imatges entren pels ulls i van directament al cervell. És una forma molt més ràpida d'arribar al missatge central que qualsevol llibre filosòfic o psicològic. El cinema és capaç de mobilitzar l'intel·lecte, encara que sigui a través de la ficció, ja que és el reflex del món humà que coneixem. Per a raonar de manera correcta també necessitem haver-ho viscut, sentir-ho, emocionar-nos (fet que també busca el cinema).
«La música, la comunicació gestual, els angles de càmera o els silencis, que formen part del llenguatge cinematogràfic poden descriure amb més precisió les experiències quan no n'hi ha prou amb les paraules»
Un dels elements que ens permet tenir empatia cap als personatges que observem a través de la pantalla són les neurones mirall. Gràcies a elles som capaços d'entendre la posició de l'altre mentre ens podem sentir identificats amb aquest a través de vivències personals que s'assemblen o entendre el que pot estar sentint el personatge en la situació que es troba de la narrativa del film.
El cinema no només és capaç de reproduir diferents realitats, sinó que ens permet ampliar la nostra comprensió d'aquestes. Gràcies a les neurones mirall els humans som capaços d'imitar els moviments que veiem en pantalla com si fossim nosaltres els que ho estem fent. Això genera que reconeguem els agents que ens envolten i, automàticament, tractem de preveure i comprendre els comportaments que duran a terme a partir dels seus actes. Per això quan tenim un personatge molt interioritzat perquè l'hem vist en diferents pel·lícules o perquè l'hem observat durant un temps en un mateix film, tendim a crear hipòtesis sobre com serà la seva reacció en una situació concreta
Per tant, no només som capaços de transmetre una realitat i una raó a través del cinema, sinó que podem emocionar-nos i «viure» el que veiem gràcies a l'activació de les neurones mirall.
L'ésser humà és capaç d'aprendre a través d'imitar accions que transcorren a la pantalla. Quan nosaltres estem al cinema el que es produeix és que les neurones mirall envien la informació del moviment al cervell, això genera que hi hagi la mateixa activitat neuronal que quan es va a realitzar l'acció, però aquesta conducta no es realitza de forma externa. Per tant, aquesta ensenyança i aquesta capacitat d'empatia ens permeten aprendre del cinema a través de les neurones mirall, ja que mecanitzem una sèrie de moviments i accions.

### Hollywood anys 20
Durant aquesta època a Hollywood es massifica un gènere de cinema mut en blanc i negre que té molt a veure amb la utilització de les neurones mirall en el cinema. Aquest és la comèdia de clatellades, el subgènere de comèdia que va generar el sorgiment de grans còmics que formen part de la història del cinema. Les comèdies d'slapstick realitzades per figures tan conegudes com com Buster Keaton, Charles Chaplin o Harold Lloyd es basaven en el gag visual i un món en constant moviment. Els llargmetratges que es projectaven a les sales de cinema es generaven a partir de la creació basada en l'acció per l'acció. Durant la dècada dels anys vint del segle xx aquestes projeccions van ser molt populars i la gent sortia del cinema cansada físicament o excitats amb ganes de fer bogeries com les que havien vist. Això pot ser l'efecte de les neurones mirall. Al realitzar el visionat de qualsevol d'aquests llargmetratges, veiem moviments que eren captats pel cervell i enviaven els impulsos electromagnètics per efectuar el moviment. Encara que la persona no es mogués físicament efectuava el que es coneix com a moviment virtual i generava un cansament per part de l'espectador.
Molts d'aquests còmics van utilitzar l'efecte de les neurones mirall per jugar amb el públic en diferents films. A l'actuar sempre d'una mateixa manera feia que el públic reconegués un personatge i es pogués identificar amb ell. Això feia que la gent es fes una idea del seu caràcter i s'avancés a possibles accions de la pel·lícula. Un exemple molt clar és dona en un curt de Buster Keaton anomenat The high sign del 1921. Hi ha una escena on hi ha una pell de plàtan al terra i, com que coneixem al personatge, fem hipòtesi de les seves actuacions i creiem que relliscarà. Pel contrari, Keaton surt il·lès i a la fi fa una ganyota a la càmera com rient-se del públic. Això sorprèn el públic del moment, ja que no era al que els tenia acostumants i les neurones mirall havien creat una reacció davant de la situació segons el caràcter del personatge que no es va produir.